# Francesco Palermo
Francesco Palermo (Bolzano, 11 ottobre 1969) è un costituzionalista e politico italiano. Professore dell'Università di Verona e direttore dell'Istituto di studi federali comparati di Eurac Research, è stato senatore dal 2013 al 2018.

## Biografia

### Attività accademica
Laureato in Giurisprudenza all'Università di Trento nel 1994, Palermo ha avuto il primo incarico come ricercatore all'EURAC di Bolzano. Nel 1998 si è specializzato con un dottorato di ricerca in diritto costituzionale comparato all'Università di Innsbruck. Dal 2001 al 2007 ha insegnato alla Vermont Law School, negli Stati Uniti d'America, e dal 2004 è professore associato di diritto pubblico comparato all'Università di Verona; lo stesso anno è stato nominato direttore dell'Istituto di studi federali comparati di EURAC Research a Bolzano.
È stato visiting professor in diverse università, tra cui l'Università di Ratisbona, l'Università di Zurigo e l'Università di Siviglia, e dal 2007 al 2010 ha lavorato per l'OSCE e per il Comitato Consultivo per la Convenzione-quadro per la protezione delle minoranze nazionali al Consiglio d'Europa. Dal 2011 è membro del gruppo di esperti indipendenti del Consiglio d'Europa sulla Carta Europea dell'Autonomia Locale.
Dal 2012 al 2014 è stato membro e primo vicepresidente del Comitato Consultivo per la Convenzione-quadro per la protezione delle minoranze nazionali al Consiglio d'Europa. Nel 2014 è stato eletto presidente del Comitato Consultivo per la Convenzione-quadro per la protezione delle minoranze nazionali al Consiglio d'Europa. Dal 2014 è inoltre membro delle commissioni paritetiche per il Trentino-Alto Adige e presidente della Commissione dei Sei. Dal 2016 è presidente della International Association of Centers for Federal Studies (IACFS).
È altresì editorialista per alcune testate giornalistiche dell'Alto Adige, tra cui Alto Adige e Salto.bz..

### Attività politica
Alle elezioni politiche del 2013 si è presentato come candidato indipendente al Senato della Repubblica nel collegio uninominale Trentino - Alto Adige 4 (Bolzano), sostenuto da una lista unificata PD-SVP e con l'appoggio esterno di SEL, Verdi del Sudtirolo, UdC e Scelta Civica. Grazie a tale largo sostegno, Palermo è stato eletto senatore con il 51,80% dei voti, superando Maria Teresa Fortini del Movimento 5 Stelle (15,59%) e Mario Tagnin di Popolo della Libertà e Lega Nord (12,49%).
Ha aderito al gruppo parlamentare Per le Autonomie; alla camera alta è stato membro della Commissione Affari Costituzionali e presidente del Comitato per i pareri della commissione stessa, vicepresidente della Commissione parlamentare di inchiesta sul femminicidio, nonché su ogni forma di violenza di genere e membro della Commissione straordinaria per la tutela e la promozione dei diritti umani.
Non si è ricandidato alle elezioni politiche del 2018.